# Iuda
Iuda (russisk: Иуда) er en sovjetisk stumfilm fra 1930 af Jevgenij Ivanov-Barkov.

## Medvirkende
- Boris Ferdinandov som Iona
- Emma Tsesarskaja som Nastja
- Vasilij Kovrigin som Onufrij
- Ivan Sjtraukh som Fjodor
- Ivan Kljukvin